# Saison 2014-2015 des Wizards de Washington
La saison 2014-2015 des Wizards de Washington est la 54e saison de la franchise au sein de la NBA et la 42e saison dans la ville de Washington D.C.
Les Wizards ont enregistré leur meilleur bilan de la saison régulière depuis 1978-1979 et obtenu une place en playoffs, mais ont été éliminés par les Hawks d'Atlanta, 4-2 en demi-finale de la conférence Est.

## Draft
| Tour | Choix | Joueur          | Poste | Nationalité | Provenance |
| ---- | ----- | --------------- | ----- | ----------- | ---------- |
| 2    | 46    | Jordan Clarkson | PG    | États-Unis  | Missouri   |

## Classements de la saison régulière
| Conférence Est | Conférence Est         | Conférence Est | Conférence Est | Conférence Est | Conférence Est | Conférence Est | Conférence Est |
| No             | Franchise              | Vic.           | Déf.           | MJ             | MR             | % V/D          | RV             |
| -------------- | ---------------------- | -------------- | -------------- | -------------- | -------------- | -------------- | -------------- |
| 1              | Hawks d'Atlanta        | 60             | 22             | 82             | 0              | 73,2%          | -              |
| 2              | Cavaliers de Cleveland | 53             | 29             | 82             | 0              | 64,6%          | 7              |
| 3              | Bulls de Chicago       | 50             | 32             | 82             | 0              | 61,0%          | 10             |
| 4              | Raptors de Toronto     | 49             | 33             | 82             | 0              | 59,8%          | 11             |
| 5              | Wizards de Washington  | 46             | 36             | 82             | 0              | 56,1%          | 14             |
| 6              | Bucks de Milwaukee     | 41             | 41             | 82             | 0              | 50,0%          | 19             |
| 7              | Celtics de Boston      | 40             | 42             | 82             | 0              | 48,8%          | 20             |
| 8              | Nets de Brooklyn       | 38             | 44             | 82             | 0              | 46,3%          | 22             |
|                |                        |                |                |                |                |                |                |
| 9              | Pacers de l'Indiana    | 38             | 44             | 82             | 0              | 46,3%          | 22             |
| 10             | Heat de Miami          | 37             | 45             | 82             | 0              | 45,1%          | 23             |
| 11             | Hornets de Charlotte   | 33             | 49             | 82             | 0              | 40,2%          | 27             |
| 12             | Pistons de Détroit     | 32             | 50             | 82             | 0              | 39,0%          | 28             |
| 13             | Magic d'Orlando        | 25             | 57             | 82             | 0              | 30,5%          | 35             |
| 14             | 76ers de Philadelphie  | 18             | 64             | 82             | 0              | 22,0%          | 42             |
| 15             | Knicks de New York     | 17             | 65             | 82             | 0              | 20,7%          | 43             |

| Division Sud-Est     | V  | D  | MJ | % V/D | GB | Dom   | Ext   | Div  | Conf  |
| -------------------- | -- | -- | -- | ----- | -- | ----- | ----- | ---- | ----- |
| Hawks d'Atlanta      | 60 | 22 | 82 | 73,2% | -  | 35-6  | 25-16 | 12-4 | 38-14 |
| Washington Wizards   | 46 | 36 | 82 | 56,1% | 14 | 29-12 | 17-24 | 10-6 | 30-22 |
| Heat de Miami        | 37 | 45 | 82 | 45,1% | 23 | 20-21 | 17-24 | 6-10 | 25-27 |
| Hornets de Charlotte | 33 | 49 | 82 | 40,2% | 27 | 19-22 | 14-27 | 8-8  | 25-27 |
| Magic d'Orlando      | 25 | 57 | 82 | 30,5% | 35 | 13-28 | 12-29 | 4-12 | 15-37 |

## Effectif
| Wizards de Washington Effectif 2014-2015 |    |                        |                   |                     |
| Entraîneur : Randy Wittman               |    |                        |                   |                     |
| Arrière                                  | 3  | Drapeau des États-Unis | Bradley Beal      | Florida             |
| Ailier fort                              | 45 | Drapeau des États-Unis | DeJuan Blair      | Pittsburgh          |
| Arrière / Ailier                         | 8  | Drapeau des États-Unis | Rasual Butler     | LaSalle             |
| Meneur                                   | 1  | Drapeau des États-Unis | Will Bynum        | Georgia Tech        |
| Ailier fort / Pivot                      | 90 | Drapeau des États-Unis | Drew Gooden       | Kansas              |
| Pivot                                    | 4  | Drapeau de la Pologne  | Marcin Gortat (C) | Pologne             |
| Ailier fort / Pivot                      | 43 | Drapeau des États-Unis | Kris Humphries    | Minnesota           |
| Ailier fort / Pivot                      | 42 | Drapeau du Brésil      | Nenê              | Brésil              |
| Ailier                                   | 34 | Drapeau des États-Unis | Paul Pierce       | Kansas              |
| Ailier                                   | 22 | Drapeau des États-Unis | Otto Porter       | Georgetown          |
| Pivot                                    | 13 | Drapeau de la France   | Kevin Seraphin    | France              |
| Meneur                                   | 7  | Drapeau des États-Unis | Ramon Sessions    | Nevada              |
| Arrière                                  | 17 | Drapeau des États-Unis | Garrett Temple    | LSU                 |
| Meneur                                   | 2  | Drapeau des États-Unis | John Wall (C)     | Kentucky            |
| Arrière / Ailier                         | 9  | Drapeau des États-Unis | Martell Webster   | Seattle Preparatory |
| (C) - Capitaine, Blessé                  |    |                        |                   |                     |

## Transactions

### Transferts
| 19 février | Vers Washington Wizards Ramon Sessions | Vers Sacramento Kings Andre Miller |

### Renouvellement de contrat
| Date       | Joueur         |
| ---------- | -------------- |
| 10/07/2014 | Marcin Gortat  |
| 18/07/2014 | Drew Gooden    |
| 18/07/2014 | Garrett Temple |
| 18/07/2014 | Kevin Seraphin |

### Arrivées
| Date       | Joueur         | Ancienne équipe  |
| ---------- | -------------- | ---------------- |
| 15/07/2014 | Paul Pierce    | Brooklyn Nets    |
| 15/07/2014 | Kris Humphries | Boston Celtics   |
| 16/07/2014 | DeJuan Blair   | Dallas Mavericks |
| 22/09/2014 | Rasual Butler  | Indiana Pacers   |

### Départs
| Date       | Joueur          | Nouvelle équipe  |
| ---------- | --------------- | ---------------- |
| 12/07/2014 | Trevor Ariza    | Houston Rockets  |
| 21/07/2014 | Trevor Booker   | Utah Jazz        |
|            | Al Harrington   | Fujian Sturgeons |
|            | Chris Singleton |                  |